# Sylvain Notonier
Sylvain Notonier es un deportista francés que compitió en vela en la clase Europe. Ganó dos medallas en el Campeonato Mundial de Europe, plata en 2012 y bronce en 2014.

## Palmarés internacional
| Campeonato Mundial | Campeonato Mundial    | Campeonato Mundial | Campeonato Mundial |
| Año                | Lugar                 | Medalla            | Clase              |
| ------------------ | --------------------- | ------------------ | ------------------ |
| 2012               | La Escala (España)    | Medalla de plata   | Europe             |
| 2014               | La Rochelle (Francia) | Medalla de bronce  | Europe             |